# Cockney Rejects
Cockney Rejects — британская oi!/панк-группа, образовавшаяся в 1979 году в Лондоне, Англия, и вошедшая в историю с песней «Oi! Oi! Oi!» (1980), давшей название движению, лидерами первой волны которого (наряду с Angelic Upstarts) они же и стали.
Группа исповедовала идеалы стрит-панка и конфликтовала с той частью прессы, которая пыталась уличить её в связях с британскими нацистами. Успех в чартах с синглом «The Greatest Cockney Rip-Off» (#21), пародировавшим Sham 69 и их «Hersham Boys», оказался единственным: в основном группа эксплуатировала «некоммерческие» темы — такие, как уличное насилие и футбольный фанатизм (другой их известный сингл, «I’m Forever Blowing Bubbles», — кавер на песню-речёвку болельщиков клуба West Ham, известного с 1920-х годов). При этом все три альбома серии Greatest Hits вошли в британский Top 30.

## История
Вокалист Джефферсон Геггус (англ. Jefferson Geggus, он же Стинки Тернер), гитарист Микки Геггус (англ. Micky Geggus), басист Винс Риордан (англ. Vince Riordan) и барабанщик Кейт Уоррингтон (англ. Keith Warrington), открытые в Лондоне Джимми Перси, фронтменом Sham 69, были уличными панками, не имевшими ничего общего со столичной панк-культурой. Как позже писал в книге «Oi! The Truth» Гарри Бушелл, в их музыке не было политики: они пели о жизни Ист-Энда, пьянстве, драках, полицейском произволе и футболе. Участие в политике проявлялось лишь в кровавых побоищах с неофашистами, которые не прекращались в течение двух лет.
Первым менеджером Cockney Rejects стал Гарри Бушелл, к тому времени известный журналист и политический активист.
Я познакомился с ними в мае '79-го. Двое оборванцев-кокни, увешанные вестхэмовскими бляхами, впихнули мне в ладонь свою потрепанную кассетку. Как и они сами, музыка их была грубой, быстрой и душевной, как само Мистическое откровение. Я познакомил их с Джимми Перси: он и записал их первую демо-плёнку, песни с которой появились на дебютном EP Flares & Slippers. Пластинка разошлась на удивление быстро и в NME их объявили «авангардом ист-эндского панк-возрождения».Гарри Бушелл. Oi! — The Truth
Братья Геггусы, Микки и Джефф, были хорошими боксёрами — ни один на ринге не побывал в нокдауне, а Джефф даже боксировал какое-то время за юношескую сборную Англии. Музыкальную карьеру они начали в 1977 году, после того, как 17-летний Микки впервые услышал «God Save The Queen» Sex Pistols. Он собрал группу «The Shitters», которая некоторое время играла лишь на территории семейного огорода, а встала на ноги после того, как в 1979 году в состав вошли басист Винса Риордана, в недавнем прошлом — рабочий сцены Sham 69, игравший в собственном коллективе The Dead Flowers. Барабанщики здесь постоянно менялись, пока Стикс не перешёл в группу из Angelic Upstarts в 1980 году.
«На концертах группа атаковала зрителя подобно стае безумных носорогов, — вспоминал Бушелл. — Гитара Микки, звучавшая как отбойный молоток, формировала стержень этого жёсткого, но мелодичного звукового натиска. Стинки, все ещё учившийся в школе, представлял собой зрелище не для слабонервных: и внешность его, и манера пения являли собой оргию уродства, и связки свои он насиловал так, что казалось, все силы мирового Зла создают этот вой».Гарри Бушелл
После того, как группа получила контракт, её делами занялся Тони Гордон, менеджер Джимми Перси. После изгнания из полидоровских студий (где они нанесли ущерб на сумму в тысячу фунтов), группа записалась в студии Персио и выпустила синглы «Bad Man» и «The Greatest Cockney Rip-Off». Второй из них вошёл в Top 30, как и дебютный альбом «Greatest Hits Vol 1», разошедшийся тиражом 60 000. Тут же вышел «Greatest Hits Vol 2», а в 1981 году — «студийный концертник» (аудитория была приглашена в студию) «Greatest Hits Vol. 3 (Live and Loud)» и за ним — «The Power and the Glory».

### Классовая база
У «Cockney Rejects» было много общего с Angelic Upstarts (менеджмент, классовый состав аудитории и т. д.); отличие состояло в том, что поначалу скинхеды не приняли группу. Если не считать школьных приятелей Стинки и группировки Rubber Glove, аудитория The Rejects была чисто «футбольной» и состояла из фанатов Вест Хэма, а также Oi!-фэнов, разочаровавшихся в Sham 69 и Menace. 
Даже к концу 1979 года вестхэмовская составляющая здесь была настолько сильна, что клич: «Cockney Rejects — oh, oh», под мотив глиттеровской «Hello, Hello, I'm Back Again» можно было расслышать в каждой трансляции матча с участием клуба. Позже сюда влилась истэндская группировка Glory Boys, — когда (по словам Бушелла) «участники её поняли, насколько Rejects на них похожи».
Ранняя Oi!-сцена так или иначе сформировалась вокруг «Cockney Rejects» и их ме́ста регулярных концертов, клуба Bridge House в Кэннинг-тауне на востоке Лондона. Аудитория здесь была аполитичной: кумирами являлись боксёры и футболисты, все увлекались уличным (нелицензионным) боксом, собачьими бегами и комиками вроде Джимми Джонса и Джимми Фэгга. «Cockney Rejects», как вспоминал Бушелл, являли собой зеркальное отражение собственной аудитории. «Никогда ещё в музыкальной истории группа и фанаты не были до такой степени идентичны», — позже писал он.

### Схватки с неонацистами
В отличие от Sham 69, «Cockney Rejects» с неонацистами на концертах проблем не имели, потому что те их, как утверждал Бушелл, «смертельно боялись». В «Бридж-хаусе» заправлял Терри Мерфи со своими крутыми сыновьями-боксёрам, и здесь царил идеальный порядок. Уже в первом интервью «Sounds» Стинки, говоря об участниках British Movement (которое oi!-стеры называли «германским движением»), пообещал: «Мы готовы их встретить, если они захотят прийти к нам с мечом, пусть готовятся от него же погибнуть. Перси им сопротивляться не мог. От нас им пощады не будет».
Действенность этих слов группе пришлось подтверждать уже на первом же своём концерте за пределами Ист-энда (в поддержку Angelic Upstarts) в кэмденском зале Ballroom. Когда многочисленная группировка представителей «Британского движения» явилась в зал и стала притеснять местных панков, Rejects и их команда из 12 человек (куда входили двое участников The 4-Skins, уже набиравших известность) спустились в зал, вступили в схватку и, как писал Бушелл, «здорово поколотили» неофашистов. «Мы никому не позволим устраивать беспорядки на своих концертах, — заявил Микки Геггус. — Если увидим, что кто-то задирает наших фанатов — выкинем их из зала, если нужно будет, своими руками». Во второй (и последний раз) группа схлестнулась с крайне правыми в феврале следующего года на станции Баркинг, после чего те группу не беспокоили.

### Футбольные беспорядки
Как отмечал Гарри Бушелл, единственной «ахиллесовой пятой» Cockney Rejects была связь с футбольными хулиганами. Уже на своём самом первом концерте в Бридж-хаусе они ввывесили рядом с Юнион-джеком вестхэмовское полотно со скрещёнными молотками и лозунгом: West Side (именно на западной трибуне стадиона собирались самые отпетые вестхэмовские хулиганы). Их вторым синглом был «Bubbles» — гимн клуба, вошедший в чарты перед тем, как команда ранним летом 1980 года завоевала Кубок. Угрожающий по отношению к оппонентам текст «West Side Boys» (на обороте) не мог остаться незамеченным, и каждый раз из «Бридж-хауса» Rejects выезжали, как на войну.
Большой резонанс имела потасовка в клубе «Electric Ballroom» на севере Лондона, где 200 вестхэмовцев окружили полсотни фанатов «Арсенала» и вытеснили их на улицу. 
Но роковым для группы стал концерт в бирмингемском «Cedar Club»: в первом отделении выступали Kidz Next Door, где играли Грант Флеминг (известный впоследствии режиссёр) и Робби Перси, младший брат Джимми) и толпа скинов, фанатов «Бирмингема», попыталась сорвать выступление группы. К моменту выхода на сцену Rejects в зале было уже около двухсот крайне агрессивно настроенных недругов. На сцену посыпались бутылки и пепельницы, одна из которых попала в Винса. Стинки Тернер бросился в зал и сбил обидчика с ног. Как утверждал Бушелл, уступая соперникам в пропорции 1:10, участники Rejects со своей командой роуди-боксёров, ринулись в зал и оттеснили местных скинов сначала к дальней стене, а затем и на улицу. Микки Геггус получил серьёзную травму головы (ему было наложено девять швов и шина поверх правого глаза). Грант Флеминг, ветеран подобных эксцессов на концертах Sham 69 (в Хендоне) и Madness (в Хэтфилде), говорил, что более жестокого побоища не видел в своей жизни.
Геггуса поместили в местную больницу, но он вынужден был прыгать с третьего этажа здания, когда вооружённые дружки раненых фанатов «Бирмингема» пришли его разыскивать. Тем временем выяснилось, что вся аппаратура группы украдена (сумма ущерба составила две тысячи фунтов). На следующее утро часть команды отправилась её разыскивать и вновь вступила в драку с местными скинами. Микки (действовавший железным прутом) был арестован по обвинению в нанесении телесных повреждений. Через 8 месяцев он и Грант чудом избежали тюрьмы, получив условные сроки. На всякий случай незадолго до этого летом 1980 года Rejects дали два благотворительных концерта в Бридж-хаусе в поддержку Prisoners Rights Organisation, организованных Хокстомом Томом при поддержке Терри Мерфи. Очевидцы считают эти выступления лучшими в истории группы.
Бирмингемские похождения означали конец «Rejects» как гастролирующей группы. Им пришлось отменить концерт в Ливерпуле, когда сотни местных фанатов явились встречать их вооружёнными до зубов, а затем ограничить свою сферу влияния лондонскими пределами.

### Cockney Rejects- 2007
- Джефф Тернер (вокал)
- Мик Геггус (гитара)
- Тони Ван Фратер (бас)
- Эндрю Лэйнг (ударные)

## Дискография

### Альбомы
- 1978 — Oi! Oi! Oi!
- 1979 — Flares & Slippers
- Greatest Hits Volume 1 (1980)
- Greatest Hits Volume 2 (1980)
- Greatest Hits Volume 3 (1981)
- The Power And The Glory (1981)
- On The Streets Again (1981)
- The Wild Ones (1982)
- Quiet Storm (1984)
- Unheard Rejects (1985)
- Lethal (1990)
- The Punk Singles Collection (1997)
- Greatest Hits Volume 4: Here They Come Again (2000)
- Out Of The Gutter (2003)
- Unforgiven (2007)
- East End Babylon (2012)